# Giuseppe Giannini
Giuseppe Giannini (Roma, Ciudad metropolitana de Roma Capital, Italia, 20 de agosto de 1964) es un exfutbolista y director técnico italiano. Se desempeñaba en la posición de centrocampista.

## Selección nacional
Fue internacional con la selección de Italia en 47 ocasiones y marcó 6 goles. Debutó el 6 de diciembre de 1986, en un encuentro válido por las eliminatorias para la Eurocopa 1988 ante la selección de Malta que finalizó con marcador de 2-0 a favor de los italianos.

### Participaciones en Copas del Mundo
| Mundial              | Sede   | Resultado     |
| -------------------- | ------ | ------------- |
| Copa Mundial de 1990 | Italia | Tercer puesto |

### Participaciones en Eurocopas
| Eurocopa                | Sede          | Resultado  |
| ----------------------- | ------------- | ---------- |
| Eurocopa Sub-21 de 1986 | Sin sede fija | Subcampeón |
| Eurocopa 1988           | Alemania      | Semifinal  |

## Clubes

### Como futbolista
| Club            | País    | Año       |
| --------------- | ------- | --------- |
| A. S. Roma      | Italia  | 1981-1996 |
| Sturm Graz      | Austria | 1996-1997 |
| S. S. C. Napoli | Italia  | 1997      |
| U. S. Lecce     | Italia  | 1998-1999 |

### Como entrenador
| Club                  | País    | Año       |
| --------------------- | ------- | --------- |
| U. S. Foggia          | Italia  | 2004-2005 |
| Sambenedettese Calcio | Italia  | 2005-2006 |
| Argeș Pitești         | Rumania | 2006-2007 |
| U. S. Massese         | Italia  | 2007-2008 |
| Gallipoli Calcio      | Italia  | 2008-2010 |
| Hellas Verona         | Italia  | 2010      |
| U. S. Grosseto        | Italia  | 2011      |
| Selección del Líbano  | Líbano  | 2013-2015 |

## Palmarés

### Como futbolista
| Título               | Club       | País    | Año     |
| -------------------- | ---------- | ------- | ------- |
| Serie A              | A. S. Roma | Italia  | 1982-83 |
| Copa Italia          | A. S. Roma | Italia  | 1983-84 |
| Copa Italia          | A. S. Roma | Italia  | 1985-86 |
| Copa Italia          | A. S. Roma | Italia  | 1990-91 |
| Supercopa de Austria | Sturm Graz | Austria | 1996    |
| Copa de Austria      | Sturm Graz | Austria | 1996-97 |

### Como entrenador
| Título                                  | Club             | País   | Año     |
| --------------------------------------- | ---------------- | ------ | ------- |
| Lega Pro Prima Divisione                | Gallipoli Calcio | Italia | 2008–09 |
| Supercopa de la Lega di Prima Divisione | Gallipoli Calcio | Italia | 2009    |

## Condecoraciones
| Condecoración                                             | Año  |
| --------------------------------------------------------- | ---- |
| Caballero de la Orden al Mérito de la República Italiana. | 1991 |